# اوبرستاینباخ
اوبرستاینباخ (به آلمانی: Obersteinebach) یک شهر در آلمان است که در راینلاند-فالتس واقع شده‌است.

## خصوصیات
اوبرستاینباخ ۲۱۷ نفر جمعیت دارد.